# Alejandro Allub
Alejandro Allub (Ciudad de Córdoba, 11 de febrero de 1976) es un jugador argentino de rugby que se desempeña como segunda línea.Actualmente ejerce su profesión de cardiólogo infantil. Exdirector del hospital de niños, Cba.

## Carrera
Surgido del Jockey Club Córdoba, con un prometedor futuro, fue contratado en 2000 por el USA Perpignan del Top 14.
En su última gira con el seleccionado por Nueva Zelanda, en junio de 2001, sufrió un infarto agudo de miocardio y debió retirarse.
Regresó a jugar luego de ocho años, con 32 años en 2009 y con su club. Fue convocado nuevamente al seleccionado cordobés y juega actualmente en su club en primera división.

### Unión Cordobesa
En 1997 fue seleccionado por los Dogos, siendo uno de las estrellas del combinado provincial. Jugó con ellos entre 1997 a 2000 y de 2010 a 2013.

## Selección nacional
Fue convocado a los Pumas por primera vez en septiembre de 1997 para enfrentar a Paraguay, se hizo frecuente en el equipo titular y jugó con ellos hasta su último partido en junio de 2001 frente a los All Blacks. En total jugó 30 partidos y marcó un try (5 puntos).

### Participaciones en Copas del Mundo
Solo disputó una Copa del Mundo: Gales 1999 donde Argentina derrotó al XV del Trébol para llegar por primera vez a la fase final del torneo. Allub jugó todos los partidos y marcó un try ante Samoa, este fue el único que hizo con su selección.
| Mundial                       | Sede  | Resultado        | PJ | Tries |
| ----------------------------- | ----- | ---------------- | -- | ----- |
| Copa Mundial de Rugby de 1999 | Gales | Cuartos de final | 5  | 1     |

## Palmarés
- Campeón del Torneo Sudamericano de 1997.[3]
- Campeón del Campeonato Argentino de 1997, 2011 y 2012.